# Fetisch
Fetisch – pierwszy album grupy Xmal Deutschland, wydany w 1983 roku. Płytę promował singel z utworem „Qual”.

## Utwory
1. „Qual”
2. „Geheimnis”
3. „Young Man”
4. „In Der Nacht”
5. „Orient”
6. „Hand In Hand”
7. „Kämpfen”
8. „Danthem”
9. „Boomerang”
10. „Stummes Kind”